# Wilhelm Ferdinand Bendz
Wilhelm Ferdinand Bendz, né le 20 mars 1804 à Odense, mort le 14 novembre 1832  à Vicence, est un peintre danois. Son style pictural est celui de l'Âge d'or danois.
C'est un peintre de genre et un portraitiste de l'âge d'or de la peinture danoise.

## Biographie
Après des études à l'Académie Royale des Beaux Arts du Danemark à Copenhague où il a reçu des médailles et des prix, il travaille dans l'atelier de Christoffer Wilhelm Eckersberg.
Il s'intéresse aussi à la peinture allemande dont il acquiert la technique tout seul.
La postérité a surtout retenu de lui ses portraits. Mais ses nombreuses œuvres allégoriques et scènes de genre étaient fort appréciées à son époque. Il maîtrisait parfaitement la technique du clair-obscur.
Hans Christian Andersen l'admirait beaucoup. Il l'a mis en scène dans le conte Le Sanglier de bronze dont l'action se déroule à Florence en Italie. C'est ailleurs au cours de son dernier voyage en Italie que Bendz tomba malade et qu'il mourut à Vicence en 1832.
Il a laissé beaucoup de portraits de ses contemporains tous exposés au Statens Museum for Kunst. Un de ses tableaux les plus fameux est Le Fumoir où il met en scène une réunion d'amis échangeant du tabac.

## Œuvres
- La Visite de la mendiante à l'artiste, 1829, 34.8 x 26.3 cm, musée du Louvre.

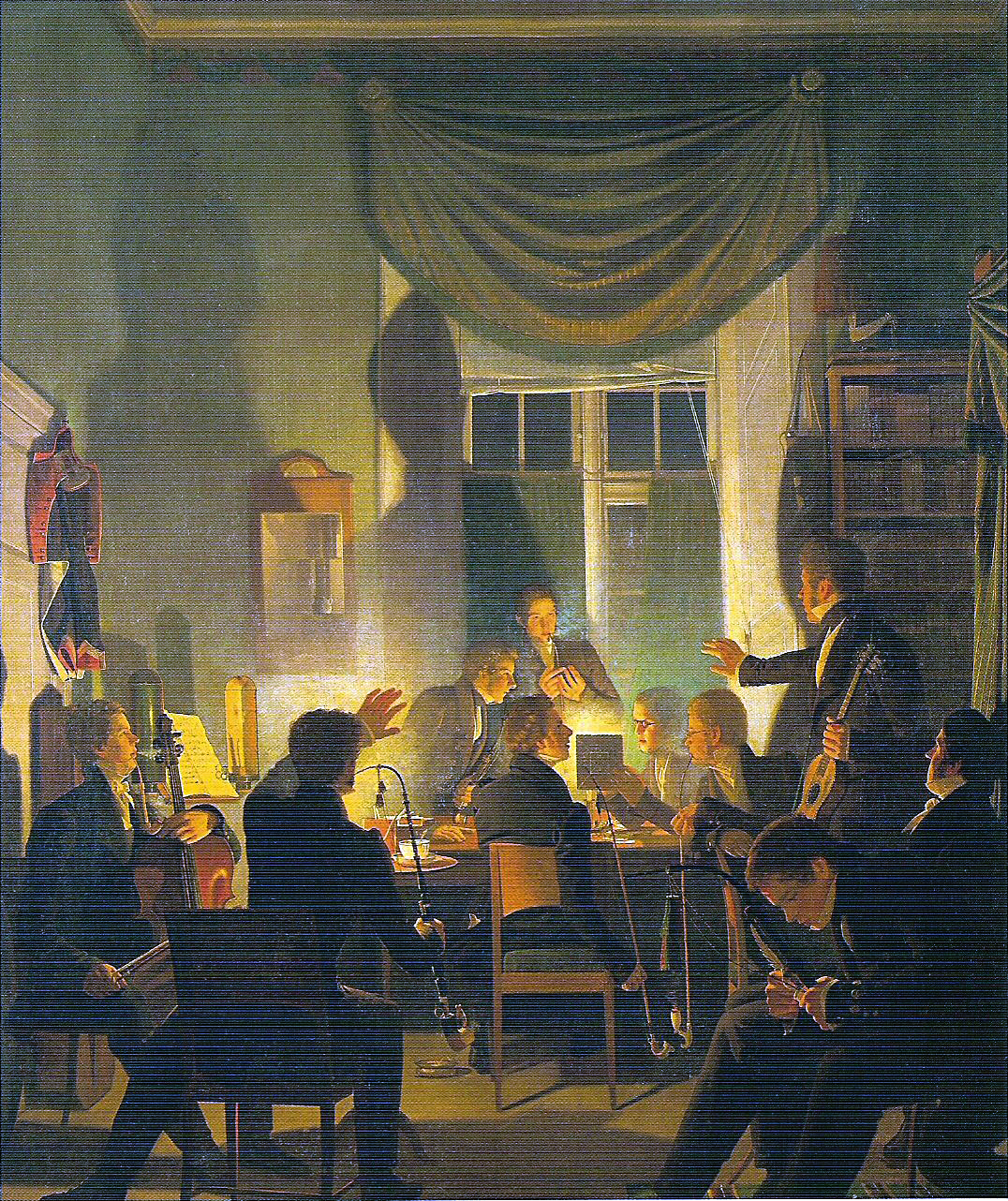
Le fumoir